# Полевая (Костромская область)
Полева́я — деревня в Костромском районе Костромской области. Входит в состав Самсоновского сельского поселения.

## История
В 1966 году указом Президиума Верховного Совета РСФСР деревне Чахлово присвоено наименование Полевая.

## Население
| 2008 | 2010 | 2014 |
| ---- | ---- | ---- |
| 7    | ↘5   | ↗8   |